# Hrvatski strip
Hrvatski se strip počeo kao umjetnost razvijati još prije Drugog svjetskog rata. Iznjedrio je nekoliko poznatih imena. Walter Neugebauer, Dubravko Mataković, Vinko Barić, Nikola Listeš, Andrija Maurović, Boris Talijančić, zatim Štef Bartolić, Ivica Bednjanec, Žarko Beker, Ferdo Bis, Edvin Biuković, Vladimir Delač, Radovan Devlić, Nedjeljko Dragić, Duško Gačić, Sergej Mironović Golovčenko, Frano Gotovac, Zlatko Grgić, Igor Kordej, Nikola Kostelac, Željko Lordanić, Darko Macan, Julio Radilović, Oto Reisinger, Esad Ribić, Milan Trenc, Krešimir Zimonić, Alem Ćurin, Julije Jelaska i drugi.

## Vanjske poveznice
- Zadarski list Stripovi Julija Jelaske na svjetskom tržištu